# يورداير أوكور
يورداير أوكور (بالتركية: Yurdaer Okur)‏ (29 أكتوبر 1974 - ) ممثل تركي، تخرج في المدرسة العليا جامعة البحر الأبيض المتوسط قسم السياحة الدخلية، وفي عام 1994 تخرج في جامعة (هاستيب)، بدأ بالتمثيل سنة 1999.

## أعماله
- مسلسل ألب أرسلان: السلجوقي العظيم، 2021
- مسلسل المؤسس عثمان بدور القائد المغولى بالغاي (شخصية خيالية) 2020
- مسلسل يكفي 2016.
- مسلسل ساروهان 2016.
- مسلسل الجسر 2006.
- مسلسل القبضاي بدور تورغوت 2012
- مسلسل المتوحش بدور سرحان صويصالان 2023

## صور

يورداير أوكور بدور بالغاي في مسلسل المؤسس عثمان

## روابط خارجية
- يورداير أوكور على موقع IMDb (الإنجليزية)
- يورداير أوكور على موقع روتن توميتوز (الإنجليزية)
- يورداير أوكور على موقع ألو سيني (الفرنسية)
- يورداير أوكور على موقع قاعدة بيانات الفيلم (الإنجليزية)
- يورداير أوكور على موقع كينوبويسك (الروسية)